# Paus Calixtus III
Calixtus III, geboren als Alonso de Borja (Xàtiva (Valencia), 31 december 1378 - Rome, 6 augustus 1458), was paus van 8 april 1455 tot aan zijn dood. Hij stamde uit een geslacht van lagere landadel uit het Aragónese stadje Borja, de familie Borgia. 
Calixtus, een bekend jurist, werd eerst op hoge leeftijd tot paus verkozen. Hij werd beschouwd als een tussenfiguur. Historici beschouwen hem als zwak en incompetent. In 1456 vaardigde hij de bul Inter Caetera uit (niet te verwarren met de gelijknamige bul uit 1493), die verordonneerde dat de Portugezen Afrikanen en andere ongelovigen in slavernij mochten nemen, waarmee hij regelrecht tegen een oudere bul van paus Eugenius IV inging.

## Borgia
Calixtus III deed op grote schaal aan nepotisme, naar de gewoonte van zijn tijd. Zijn verwanten werden steeds voorgetrokken, en op veel posten werden Catalanen benoemd. Hij was een oom van Rodrigo Borgia, een van de twee neven die hij in 1456 tot kardinaal verhief. Rodrigo maakte hij tot kapitein van het pauselijke leger en tot vicekanselier van de curie, een van de best betaalde ambten. Later zou deze neef het zelf tot paus brengen, met de naam Alexander VI. Calixtus verhief ook diens broer Luis Juan del Milà tot kardinaal, aanvankelijk in pectore wegens de verwachte ophef die dat zou maken. Luis werd tevens tot commandant van de Engelenburcht benoemd. De van oorsprong Spaanse Borgia-familie zou nadien nog een geduchte rol spelen in Italië. 

## Kruistocht
Na de val van Constantinopel in 1453 riep Calixtus de christelijke vorsten van Europa op tot een nieuwe kruistocht, deze keer niet naar het Heilige Land, maar om de Turken terug te drijven. Blijkbaar was niemand daartoe bereid en in staat. Toen de Turken in 1456 Belgrado belegerden, liet hij op 29 juni de klokken luiden om daarmee op te roepen tot gebed voor Belgrado. De Turken werden drie weken later inderdaad afgeslagen. Omdat de oproep zich buiten de stad Rome traag verspreidde, bereikte het nieuws van Belgrado's ontzet velen eerder dan de oproep tot gebed, die toen maar werd opgevat als een oproep tot dankgebed. Het klokken luiden is nog steeds een herdenkingsritueel voor Belgrado's ontzet.
Hij beval ook een postume herziening van het proces tegen Jeanne d'Arc, die in 1431 op de brandstapel was terechtgesteld. Zij werd uiteindelijk op 7 juli 1456 onschuldig verklaard.
Cursief: tegenpaus
- Biblioteca Nacional de España: XX872665
- Bibliothèque nationale de France: cb144334701 (data)
- Catàleg d'autoritats de noms i títols de Catalunya: 981058521910506706
- Gemeinsame Normdatei: 118518429
- International Standard Name Identifier: 0000 0001 2095 6446
- Library of Congress Control Number: n87881434
- Nationale Bibliotheek van Tsjechië: xx0088893
- Nationale Bibliotheek van Israël: 987007275340105171
- Nationale Bibliotheek van Polen: a0000002440008
- Nederlandse Thesaurus van Auteursnamen: 071445773
- Istituto Centrale per il Catalogo Unico: CFIV098738
- LIBRIS: 182717
- SNAC: w6t28t6m
- Système universitaire de documentation: 060850302
- Virtual International Authority File: 14991243